# Ogulin
Ogulin è una città della Croazia di 15 054 abitanti della regione di Karlovac.